# Antonina Armato
Antonina Armato, nascida em maio de 1972, é uma compositora e produtora musical norte-americana, mais conhecida por trabalhar com artistas voltados para o público adolescente. Armato compôs o single "I Still Believe", que alcançou o Top 5 da Billboard Hot 100 com a gravação da Mariah Carey.

## Algumas canções pelas quais é creditada
| Título(s)                        | Artista          | Álbum                  | Notas |
| -------------------------------- | ---------------- | ---------------------- | --- |
| "You Can"                        | David Archuleta  | David Archuleta        | |
| "Your Eyes Don't Lie"            | David Archuleta  | David Archuleta        | |
| "Me, Myself and Time"            | Demi Lovato      | Sonny with a Chance    | |
| "You're My Only Shorty"          | Demi Lovato      | Unbroken               | |
| "I Still Believe"                | Mariah Carey     | #1's                   | Lançada como single em 1999, alcançou a quarta posição da Billboard Hot 100.                                                                        |
| "See You Again"                  | Miley Cyrus      | Meet Miley Cyrus       | Lançada como single em 2007, alcançou a décima posição da Billboard Hot 100.                                                                        |
| "East Northumberland High"       | Miley Cyrus      | Meet Miley Cyrus       | |
| "Let's Dance"                    | Miley Cyrus      | Meet Miley Cyrus       | |
| "Right Here"                     | Miley Cyrus      | Meet Miley Cyrus       | |
| "Good and Broken"                | Miley Cyrus      | Meet Miley Cyrus       | |
| "7 Things"                       | Miley Cyrus      | Breakout               | Lançada como single em 2008, alcançou a nona posição da Billboard Hot 100.                                                                          |
| "Bottom of the Ocean"            | Miley Cyrus      | Breakout               | |
| "Goodbye"                        | Miley Cyrus      | Breakout               | |
| "Wake Up America"                | Miley Cyrus      | Breakout               | |
| "Can't Be Tamed"                 | Miley Cyrus      | Can't Be Tamed         | Lançada como single em 2010, alcançou a oitava posição da Billboard Hot 100.                                                                        |
| "Liberty Walk"                   | Miley Cyrus      | Can't Be Tamed         | |
| "Who Owns My Heart"              | Miley Cyrus      | Can't Be Tamed         | |
| "Two More Lonely People"         | Miley Cyrus      | Can't Be Tamed         | |
| "Forgiveness and Love"           | Miley Cyrus      | Can't Be Tamed         | |
| "BAM"                            | Miranda Cosgrove | Sparks Fly             | |
| "Naturally"                      | Selena Gomez     | Kiss & Tell            | Lançada como single em 2009, alcançou a posição #29 na Billboard Hot 100.                                                                           |
| "Tell Me Something I Don't Know" | Selena Gomez     | Kiss & Tell            | A primeira versão da canção foi gravada para a trilha sonora do filme Another Cinderella Story, alcançou a posição #58 na Billboad Hot 100 em 2008. |
| "Off the Chain"                  | Selena Gomez     | A Year Without Rain    | |
| "Summer's Not Hot"               | Selena Gomez     | A Year Without Rain    | |
| "Love You Like a Love Song"      | Selena Gomez     | When the Sun Goes Down | Lançada como single em 2011, alcançou a posição #22 na Billboard Hot 100.                                                                           |
| "My Dilemma"                     | Selena Gomez     | When the Sun Goes Down | |
| "Outlaw"                         | Selena Gomez     | When the Sun Goes Down | |
| "Stars Dance"                    | Selena Gomez     | Stars Dance            | |
| "Love Will Remember"             | Selena Gomez     | Stars Dance            | |
| "The Heart Wants What It Wants"  | Selena Gomez     | "For You"              | Lançada como single em 2014, alcançou a posição #6 na Billboard Hot 100                                                                             |
| "Come Back to Me"                | Vanessa Hudgens  | V                      | Lançada como single em 2006, alcançou a posição #55 na Billboard Hot 100.                                                                           |
| "Too Emotional"                  | Vanessa Hudgens  | V                      | Faixa bônus. |
| "Don't Talk"                     | Vanessa Hudgens  | V                      | Faixa bônus. |
| "Hook It Up"                     | Vanessa Hudgens  | Identified             | |
| "Don't Leave"                    | Vanessa Hudgens  | Identified             | |
| "Vulnerable"                     | Vanessa Hudgens  | Identified             | Faixa bônus. |